# Martín Rodríguez (tenista)
Martín Rodríguez (Corral de Bustos, 18 de diciembre de 1969) es un ex tenista argentino. Ha sido entrenador del tenista chileno Nicolás Jarry.

## Torneos ATP (6; 0+6)

### Individuales (0)

#### Clasificación en torneos del Grand Slam
| Torneo               | 2000 | 1999 | 1998 | Títulos |
| -------------------- | ---- | ---- | ---- | ------- |
| Abierto de Australia | 1r   | -    | -    | 0       |
| Roland Garros        | 1r   | 2r   | 1r   | 0       |
| Wimbledon            | -    | 1r   | 1r   | 0       |
| US Open              | -    | 1r   | -    | 0       |
| Tennis Masters Cup   | -    | -    | -    | 0       |

### Dobles (6)

#### Títulos
| Leyenda                |
| Grand Slam (0)         |
| Tennis Masters Cup (0) |
| ATP Masters Series (0) |
| ATP Tour (6)           |

| N.º | Fecha                 | Torneo       | Superficie    | Pareja            | Oponentes en la final          | Resultado    |
| --- | --------------------- | ------------ | ------------- | ----------------- | ------------------------------ | ------------ |
| 1.  | 11 de febrero de 2002 | Viña del Mar | Tierra batida | Gastón Etlis      | Lucas Arnold Ker Luis Lobo     | 6-3 6-4      |
| 2.  | 18 de febrero de 2002 | Buenos Aires | Tierra batida | Gastón Etlis      | Simon Aspelin Andrew Kratzmann | 3-6 6-3 10-4 |
| 3.  | 18 de agosto de 2003  | Long Island  | Dura          | Robbie Koenig     | Martin Damm Cyril Suk          | 6-3 7-6(4)   |
| 4.  | 12 de abril de 2004   | Valencia     | Tierra batida | Gastón Etlis      | Feliciano López Marc López     | 7-5 7-6(5)   |
| 5.  | 4 de abril de 2005    | Valencia     | Tierra batida | Fernando González | Lucas Arnold Ker Mariano Hood  | 6-4 6-4      |
| 6.  | 22 de agosto de 2005  | New Haven    | Dura          | Gastón Etlis      | Rajeev Ram Bobby Reynolds      | 6-4 6-3      |

#### Finalista (8)
| Leyenda                |
| Grand Slam (0)         |
| Tennis Masters Cup (0) |
| ATP Masters Series (1) |
| ATP Tour (7)           |

| N.º | Fecha                    | Torneo       | Superficie    | Pareja           | Oponentes en la final            | Resultado         |
| --- | ------------------------ | ------------ | ------------- | ---------------- | -------------------------------- | ----------------- |
| 1.  | 21 de febrero de 2000    | México, D.F. | Tierra batida | Gastón Etlis     | Byron Black Donald Johnson       | 3-6 5-7           |
| 2.  | 28 de enero de 2001      | Bogotá       | Tierra batida | André Sá         | Mariano Hood Sebastián Prieto    | 2-6 4-6           |
| 3.  | 9 de febrero de 2004     | Viña del Mar | Tierra batida | Nicolás Lapentti | Juan Ignacio Chela Gastón Gaudio | 6-7(2) 6-7(3)     |
| 4.  | 19 de abril de 2004      | Montecarlo   | Tierra batida | Gastón Etlis     | Tim Henman Nenad Zimonjić        | 5-7 2-6           |
| 5.  | 13 de septiembre de 2004 | Delray Beach | Dura          | Gastón Etlis     | Leander Paes Radek Štěpánek      | 0-6 3-6           |
| 6.  | 27 de septiembre de 2004 | Palermo      | Tierra batida | Gastón Etlis     | Lucas Arnold Ker Mariano Hood    | 5-7 2-6           |
| 7.  | 11 de octubre de 2004    | Viena        | Dura          | Gastón Etlis     | Martin Damm Cyril Suk            | 7-6(4) 4-6 6-7(4) |
| 8.  | 31 de enero de 2005      | Viña del Mar | Tierra batida | Gastón Etlis     | David Ferrer Santiago Ventura    | 3-6 4-6           |

#### Clasificación en torneos del Grand Slam
| Torneo               | 2005 | 2004 | 2003 | 2002 | 2001 | 2000 | 1999 | 1998 | Títulos |
| -------------------- | ---- | ---- | ---- | ---- | ---- | ---- | ---- | ---- | ------- |
| Abierto de Australia | 1r   | SF   | SF   | -    | -    | 1r   | -    | -    | 0       |
| Roland Garros        | 2r   | CF   | CF   | 1r   | 2r   | 3r   | 3r   | -    | 0       |
| Wimbledon            | 3r   | 2r   | 3r   | 1r   | 1r   | 1r   | 1r   | -    | 0       |
| US Open              | 1r   | 1r   | 1r   | 1r   | 1r   | -    | 1r   | 1r   | 0       |
| Tennis Masters Cup   | -    | RR   | SF   | -    | -    | -    | -    | -    | 0       |